# Kogelbergia verticillata
Kogelbergia verticillata är en tvåhjärtbladig växtart som först beskrevs av Christian Friedrich Frederik Ecklon och Zeyh., och fick sitt nu gällande namn av J.P Rourke. Kogelbergia verticillata ingår i släktet Kogelbergia och familjen Stilbaceae. Inga underarter finns listade i Catalogue of Life.